# Einfach unzertrennlich
Einfach unzertrennlich war eine Sketch-Comedy-Fernsehserie des deutschen Privatsenders VOX und die erste eigenproduzierte fiktionale Fernsehserie des Senders. Produziert wurde die Sendung von Prime Productions.

## Handlung
In der Serie traten drei verschiedene Paare unterschiedlicher Generationen auf, die in Alltagssituation ihre Verbundenheit zeigten.

## Ausstrahlung und Einschaltquoten
Ausgestrahlt wurde das Format ab dem 10. November 2014 werktags ab 19:45 Uhr, nachdem es sehr kurzfristig angekündigt und ins Programm aufgenommen wurde. Die erste Staffel umfasst 30 Episoden, mit einer Länge von jeweils 15 Minuten. Im Dezember 2014 gab VOX bekannt, dass die Serie wegen anhaltend schlechter Einschaltquoten bereits nach 20 ausgestrahlten Episoden vorzeitig aus dem Programm genommen wird.
Innerhalb der ersten Sendewoche musste das Format einen Abwärtstrend bei den Einschaltquoten hinnehmen: Startete das Format am Montag, 10. November 2014 mit einem Marktanteil von 7,9 % (bei den 14–49-Jährigen), was 750.000 Zuschauer bedeutete, erreichte das Format am Freitag, 15. November 2014 nur noch 5,1 % der 14–49-Jährigen, was insgesamt nur noch 450.000 Zuschauer bedeutet.
In der Zielgruppe ab drei Jahren sahen am Montag 1,55 Millionen Menschen das Format (entspricht 5,5 % Marktanteil), waren es am Freitag nur noch 1,13 Millionen (Marktanteil von 4,2 %).

## Kritiken
„Mit seiner Eigenproduktion versucht Vox an Sketch-Erfolge wie „Die dreisten Drei“ anzuknüpfen. Doch dazu fehlen frische und freche Ideen. Zum Überbrücken bis zu den 20-Uhr-Nachrichten taugt das Format aber allemal.“

„Vox serviert leichte Kost, die auf das in der Regel anspruchsvollere Hauptmenü am Abend einstimmen soll. Folgerichtig bietet die Serie deshalb akzeptable Situationskomik, kann und will aber nicht mit der Raffinesse von Sitcoms wie „Pastewka“ mithalten. Immerhin: Das Publikum kann sich am Vorabend deutlich schlechter amüsieren.“